# حلبة جوزيه كارلوس بيس للسيارات

مسار حلبة جوزيه كارلوس بيس للسيارات

حلبة جوزيه كارلوس بيس للسيارات المعروفة أكثر باسمها الأصلي حلبة إنترلاغوس هي حلبة لسباق السيارات في مدينة سان باولو البرازيلية، وتستضيف سباق الجائزة الكبرى البرازيلي للفورمولا واحد بالإضافة إلى سباق الألف ميل البرازيلي للتحمل وسباق ستوك كار البرازيل وسباق الفورمولا للشاحنات.
الحلبة أحد الحلبات القليلة - من الحلبات غير البيضاوية- والمصممة باتجاه عكس عقارب الساعة . يعود التصميم الحالي للمسار إلى عام 1990 ، عندما تم اختصار مسافة المسار الأصلي من 7829 م إلى 4397 م فقط (لتتماشى مع قيود الاتحاد الدولي للسيارات بالنسبة لأطوال الحلبة). ونتيجة لذلك خسرت الحلبة ثلاثة مسارات مستقيمة طويلة وتسعة من المنحنيات السريعة. وكان المسار الأصلي مليئا بالزوايا السريعة ويسمح للسيارات بالحفاظ على السرعة القصوى لمدة تصل إلى عشرين ثانية، واعتبر ذلك شديد الخطورة.
لسباق الجائزة الكبرى للبرازيل 2007 ، نفذت أعمال ترميم على نطاق واسع، من أجل حل مشاكل وعورة سطح الطريق  .وتم استبدال طبقة الإسفلت القائمة وجعل الطريق أكثر انسيابية. وفي الوقت نفسه ، تم تعزيز مدخل الحظيرة لتحسين السلامة وإنشاء المنصة الرئيسية.

## معرض صور

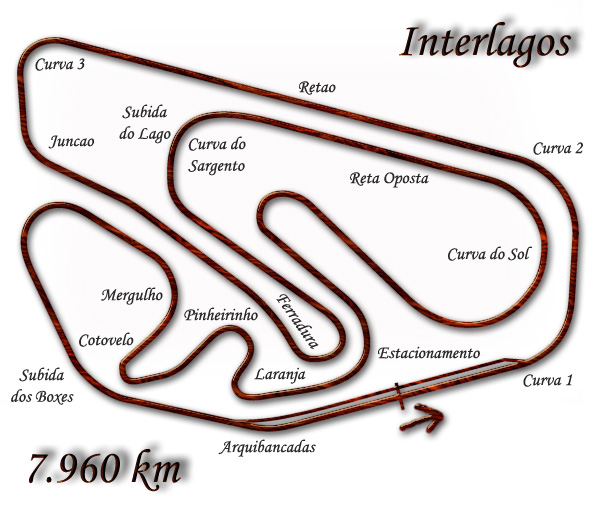
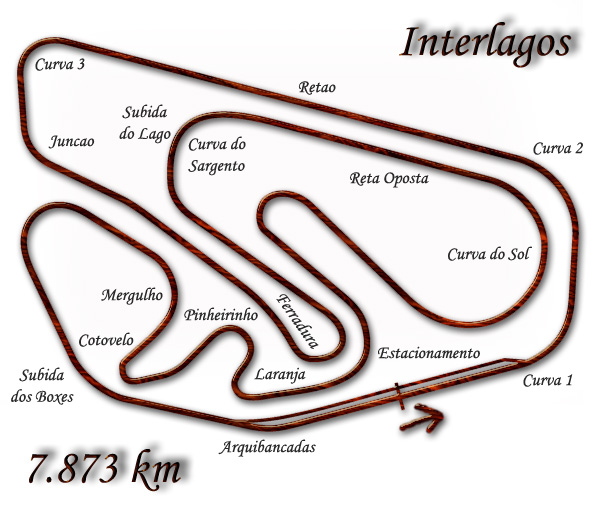
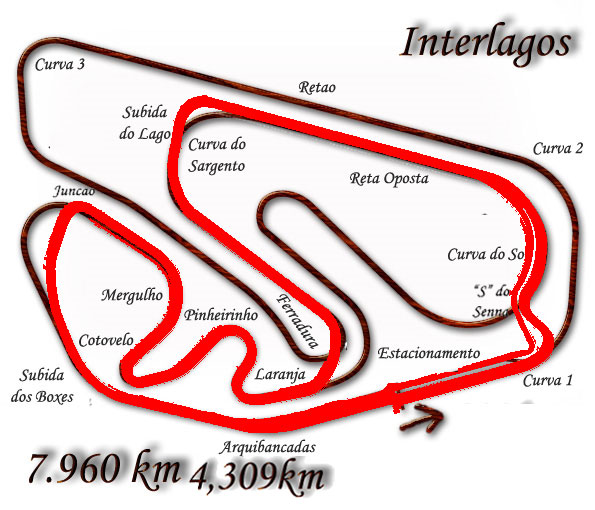